# Grobopening
De Grobopening is een opening van een schaakpartij die gekenmerkt wordt door de eerste zet 1. g4, met als doel de koningsloper te fianchetteren en druk op de zwarte damevleugel uit te oefenen. De opening behoort tot de flankspelen en valt onder ECO-code A00, de onregelmatige openingen. De opening is vernoemd naar de Zwitserse meester Henri Grob (1904–1974).
Het origineel idee bestond erin, om 1 g4 d5 2 Lg2 Lxg4 te beantwoorden met 3 c4. Later is Michael Basman de Grobopening gaan spelen, maar hij bevestigde de g-pion met 2 h3. Een goede verdediging is 1...e5, wat de zwakte op h4 blootlegt.

## Subvarianten
Subvarianten in de Grobopening zijn:
| Grobgambiet          | 1.g4 d5 2.Lg2                         |
| Spikeaanval          | 1.g4 d5 2.Lg2 c6 3.g5                 |
| Fritzgambiet         | 1.g4 d5 2.Lg2 Lxg4 3.c4               |
| Romford tegengambiet | 1.g4 d5 2.Lg2 Lxg4 3.c4 d4            |
| Keenegambiet         | 1.g4 d5 2.h3 e5 3.Lg2 c6 3.d4 e4 4.c4 |
| Zilbermintzgambiet   | 1.g4 d5 2.e4                          |